# Калининградский залив
Калинингра́дский зали́в, в Польше — Ви́слинский зали́в (пол. Zalew Wiślany; устар. нем. Frisches Haff — Свежий залив) — лагуна в южной части Балтийского моря. Русское название получил от находящегося на заливе города Калининград.

## География и гидрология

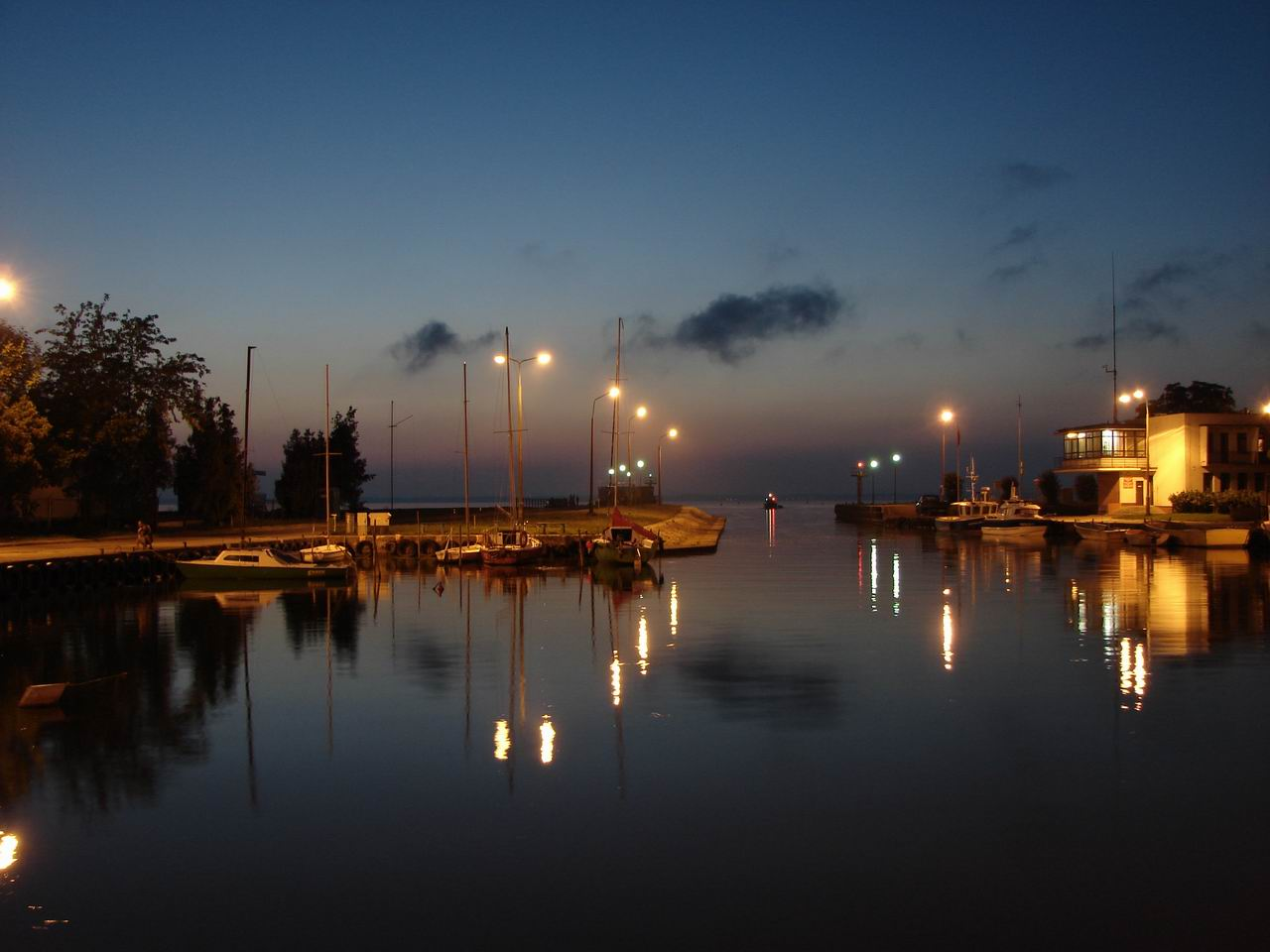
Залив в польском Фромборке

Фактически Калининградский залив является лагуной — почти закрытым водоёмом, отделённым от моря песчаной Балтийской косой. Обмен воды происходит через узкий Балтийский пролив, расположенный в восточной части в районе российского города Балтийска, а также через польский Канал через Вислинскую косу. Уровень воды в заливе несколько выше уровня моря, поэтому в соединяющем залив с морем проливе имеется течение. В залив впадают реки Ногат (правый рукав Вислы), Преголя, Прохладная и другие, поэтому вода в заливе является довольно пресной.
Длина залива 91 км, ширина варьирует от 2 до 11 км, площадь 838 км². Общая береговая линия протянулась на 270 км, из которых 159 км относятся к России и 111 км к Польше. Средняя глубина составляет 2,7 м, максимальная (за исключением искусственного фарватера — Калининградского морского канала) 5,2 м. Вдоль канала находятся насыпные острова (Зелёный и др.). Наиболее крупный остров Насыпной находится на российской территории. Название говорит о его происхождении. Он был искусственно создан на естественной отмели в 30-е годы XX века. Во время войны на нём находилась батарея прожекторных установок. Сейчас там установлены два навигационных знака (Насыпной-Северный и Насыпной-Южный), действующие с 10 апреля по 5 декабря.
Акватория залива разделена между Россией и Польшей, при этом 56,2 % её площади относятся к России и оставшиеся к Польше. По акватории проходит граница Калининградской области. Берега низкие, болотистые, с хвойным лесом. Зимой покрывается льдом. Порты: Балтийск (на берегу пролива) и Калининград.

## Фауна
В заливе обитает 57 видов круглоротых и рыб, относящихся к 22 семействам (из которых 20 видов относятся к карповым). Основные промысловые рыбы — салака, лещ, судак, угорь, плотва, окунь и чехонь (Pelecus cultratus). В меньшей степени имеют промысловое значение налим, щука, жерех, густера, речная камбала (Platichthys flesus) и ёрш.
После выявления в 1924 году неизвестной болезни, вспышка которой случилась среди рыбаков ловивших рыбу в заливе, заболеванию было дано название «гаффская болезнь».

## История
Первое упоминание относится к путешествию Вульфстана с полуострова Ютландия в Трусо. Англосаксонский вариант названия Estmere. Возможно это озвучивание со старопрусского Aīstinmari.
В 1246 году в документах Тевтонского ордена на латинском языке recens mare. Записи 1251 говорят о mare recens и Neriam, запись 1288 года говорит о recenti mari hab.
В документах крестоносцев в середине XIV века также использовалось название Vrychschen Mere.
Польское название залива было Zatoka Świeża. В 1903 году Зигмунд Глогер использовал название Fryszchaf, которое ополячивало немецкую версию.
На карте 1934 года польского Военно-географического института залив назван zalew Fryski.